# Garibius opicolens
Garibius opicolens är en mångfotingart som beskrevs av Chamberlin 1913. Garibius opicolens ingår i släktet Garibius och familjen stenkrypare. Inga underarter finns listade i Catalogue of Life.